# Syry
Syry – wieś w Polsce położona w województwie lubelskim, w powiecie lubartowskim, w gminie Kamionka.
Wieś szlachecka położona była w drugiej połowie XVI wieku w powiecie lubelskim województwa lubelskiego. W latach 1975–1998 miejscowość administracyjnie należała do ówczesnego województwa lubelskiego.
Wieś stanowi sołectwo gminy Kamionka. Według Narodowego Spisu Powszechnego (III 2011 r.) wieś liczyła 350 mieszkańców.

## Historia
Syry alias Sery, wieś w powiecie lubartowskim, gminie Samoklęski, parafii Kamionka. W roku 1886 wieś posiadała osad 38, mórg 601, mieszkańców 690. Według spisu z 1827 roku było tu 35 domów i 288 mieszkańców podlegała parafii Rudno.
W 1887 roku jak podaje Słownik geograficzny Królestwa Polskiego znaleziono tu, w ogrodzie za chatą na miejscu gdzie stała stara wieś, gliniane naczynie ze srebrną monetą oraz ryngraf miedziany z orłem i wizerunkiem Najświętszej Panny Marii Częstochowskiej. Wykopalisko składało się z 286 sztuk przedmiotów, z których 54 stanowiły: orty koronne z lat 1621–1624, 41 ortów gdańskich z lat 1609–1626, 97 szóstaków koronnych z lat 1623–1627 Zygmunta III-go, 11 ortów koronnych Jana Kazimierza z lat 1651–1653. Resztę stanowiły talary i półtalary zagraniczne, przeważnie hiszpańskie i holenderskie, tak zwane „lewkowe”, z wyjątkiem jednego talara koronnego z 1633 roku.
W maju 1944 roku w okolicach wsi Syry i Amelin doszło do starcia wojsk partyzantów radzieckich i oddziałów Armii Ludowej z niemiecką 5 Dywizją Pancerną SS „Wiking”. Wydarzenie jest powiązane bitwą pod Rąblowem. Aby uczcić to wydarzenie, w latach 70. XX w. powstał pomnik na skrzyżowaniu do wjazdu do wsi. 